# Kasteel van Hautefort
Het Kasteel van Hautefort (Frans: Château de Hautefort) is een kasteel in de Franse gemeente Hautefort (Dordogne).
Het kasteel ligt op een rotsheuvel in de vallei van de Auvézère in de Périgord. Het werd in 1958 beschermd als historisch monument.

## Geschiedenis
Omstreeks het jaar 1000 werd hier een eerste burcht gebouwd. Het was een versterkt kasteel met een donjon en verschillende toren die verbonden waren met een weermuur. In de 12e eeuw kwam het kasteel in handen van de familie de Born. Zij waren op de hand van de Fransen in de Frans-Engelse Oorlog en het kasteel van Hautefort werd belegerd door Richard Leeuwenhart. In de 15e eeuw kwam het kasteel in het bezit van de familie de Gontaut, die vervolgens de naam de Hautefort aannam. Markies Jean-François de Hautefort, grand écuyer onder koning Lodewijk XIV, let het defensieve kasteel ombouwen tot een paleis.
Ook na de Franse Revolutie bleef het kasteel in het bezit van de familie de Hautefort, maar het raakte in verval. In 1929 verwierven Henry de Bastard en zijn echtgenote Simone David-Weill het kasteel en ze lieten het restaureren. In 1968 werd het woongedeelte getroffen door een brand, maar het werd daarna hersteld. In 2014 kreeg het kasteel nieuwe daken. Sinds 1984 is het kasteel ondergebracht in een stichting, geleid door de familie David-Weill.

## Beschrijving
De Tour Bretagne is het enige restant van het middeleeuwse kasteel. Het kasteel bestaat uit een centraal woonngedeelte geflankeerd door twee vleugels die eindigen in ronde torens. Het kasteel bezit een Franse tuin en ligt in een 30 hectare grote Engelse tuin.